# Frigyes Spiegel
Dans le nom hongrois Spiegel Frigyes, le nom de famille précède le prénom, mais cet article utilise l’ordre habituel en français Frigyes Spiegel, où le prénom précède le nom.
Frigyes Spiegel, né le 24 avril 1866 à Pest et mort le 26 février 1933 à Budapest, est un architecte hongrois, lié à la Sécession hongroise.